# Reva Electric Car Company
Reva Electric Car Company är ett indiskt företag som tillverkar elbilar avsedda för stadstrafik. Produktionen startade 2001. Bilarna har framförallt sålts i Indien men även i Storbritannien.